# 元巣神社
元巣神社（もとすじんじゃ）は、埼玉県比企郡吉見町にある神社。

## 歴史
市野川左岸に位置し、集落は主に自然堤防上に形成されている。江綱の地名は、河川にかかわると考えられ、また元巣も、鎮座地が元は洲であったことに由来する。文化十六年（1819年）6月の『武蔵国横見郡江綱村墨引兼絵図』には、市野川左岸に「元巣社」が記されている。
社伝によれば、大和国の畝傍山の麓に鎮座する畝尾都多本神社の分霊を勧請したと伝える。畝尾都多本神社の祭神は、伊弉諾命の涙から生じた啼沢女命で、「哭澤の杜」に祀られる古社であり、延喜式内社である。啼沢女命を祀る社は、関東では元巣神社のみであることから「関東一社」の別名がある。恐らく、涙が水沢のごとく流れるの意から沢とかかわり、またサワメが雨にも通じる語であるので、いずれにしても水を司る神として祀られたことは明らかである。氏子は元巣神社を「命綱の神」や「命乞いの神」と呼んでいる。
境内掲示によると、後奈良天皇の御代天文元年（1532年）に藤原重清がこの地方に下向いたが、当時庶民が水難に遭い、病に苦しむ状をあわれみ、病気平癒と五穀豊穣の祈請したといわれている。また源頼朝は特に元巣神社を尊信し、大串次郎重親を使として厄難消除道中安全祈願祭を数度に亘り斎行したところ、神徳の顕現により種々の危難を脱れたと伝えられている。
また『上総国夷隅郡押日村小高家文書』によると、永禄七年（1564年）に小田原北条氏に敗れた太田氏や里見氏に与した野本兵庫吉久・山口七兵衛定重・斉藤市右衛門胤善・小倉主水秀陰・中村将監有文・神田左近林重・小高藤左衛門宣興の七名の武士が帰農して江綱を開拓する際に勧請したとも伝えれている。また、同文書に、江綱基屋敷東浦の地に稲荷大明神の石宮を建立したことを記し、その石祠にも七人の名前が刻まれている。この稲荷神は、俗に「村基稲荷社」と呼ばれている。明治四十年に、元巣神社の境内社として合祀された。
村の鎮守となるのは江綱村の開発が進み耕地面積が拡大した江戸時代中期と考えられる。それは、隣村の大串の『田中家文書』に、享保八年（1723年）と宝暦年間（1751年-1764年）の市野川大改修のことを記しており、江綱の水田、約六十町歩はそれ以後の開発であるため、元巣神社が村の発展と共に鎮守となるのは、宝暦期の末のことになる。また、境内には「正一位元巣大明神」と刻まれた文化元年（1804年）の手水鉢が残されている。正一位の極位については、社記に寛永七年（1630年）8月27日に授与されたと伝える。
別当寺は、『新編武蔵風土記稿』によれば、吉見の御所村息障院の末寺である真言宗宝性寺である。宝性寺は元巣神社の祭事を管理してきたが、明治元年の神仏分離により分かれ、その直後の明治四年に村社となった。氏子の敬神の念は更に厚く、明治十九年に額殿が建立された。当時の祠掌は高橋内記、氏子総代は小高佐助・小高晋一郎・小高豊一郎と社蔵棟札に記されている。
明治四十年に、村基稲荷社と共に、稲荷社（万太郎稲荷）・浅間社・天神社・諏訪社（頭殿大神社）が元巣神社に合祀された。
社号の「元巣」が「元に戻る」と受け取れることから、第二次世界大戦中には、出征兵士の無事帰還祈願が盛んとなり、ついには当時の神職は私服憲兵隊に捕らえられ追放されてしまい、昭和二十年までは江綱神社と号していた。

## 祭神
- 啼沢女命
- 伊邪那岐神

## 摂末社
- 頭殿社
- 天神社
- 万太郎稲荷社
- 村基稲荷社
- 富士浅間社
- 三峰社